# District de Sahiwal
Pour les articles homonymes, voir Sahiwal.
Le district de Sahiwal (en ourdou : ضِلع ساہِيوال) est une subdivision administrative de la province du Pendjab au Pakistan. Constitué autour de sa capitale Sahiwal, le district est entouré par les districts de Toba Tek Singh et de Faisalabad au nord, le district d'Okara à l'est, les districts de Pakpattan et de Vehari au sud, et enfin le district de Khanewal à l'ouest.
Fondés en 1865 par un administrateur colonial de l'Inde britannique, le district et sa capitale sont situés dans le centre de la province du Pendjab. La population est principalement rurale et vit surtout de l’agriculture, qui est bien développée et diverse. Relativement bien desservi par les transports, le district est en revanche moins bien pourvu de manière générale en termes de service public. Il est par ailleurs connu pour le site archéologique Harappa.

## Histoire
La région de Sahiwal a été sous la domination de diverses puissances au cours de l'histoire, notamment le Sultanat de Delhi puis l'Empire moghol. Elle a ensuite été prise par l'Empire sikh en 1818, puis en 1848, elle est conquise par le Raj britannique. En 1865, le gouverneur du Pendjab Robert Montgomery fonde la ville de Sahiwal, qui portait son nom jusqu'à ce qu'elle soit rebaptisée en 1967 en l'honneur de la tribu locale des Sahis. Le district a lui aussi porté le nom de Montgomery avant d'être renommé.
Lors de l'indépendance vis-à-vis de l'Inde en 1947, la population majoritairement musulmane soutient la création du Pakistan. De nombreuses minorités hindoues et sikhes quittent alors la région pour rejoindre l'Inde, tandis que des migrants musulmans venus d'Inde s'y installent.

## Géographie et climat

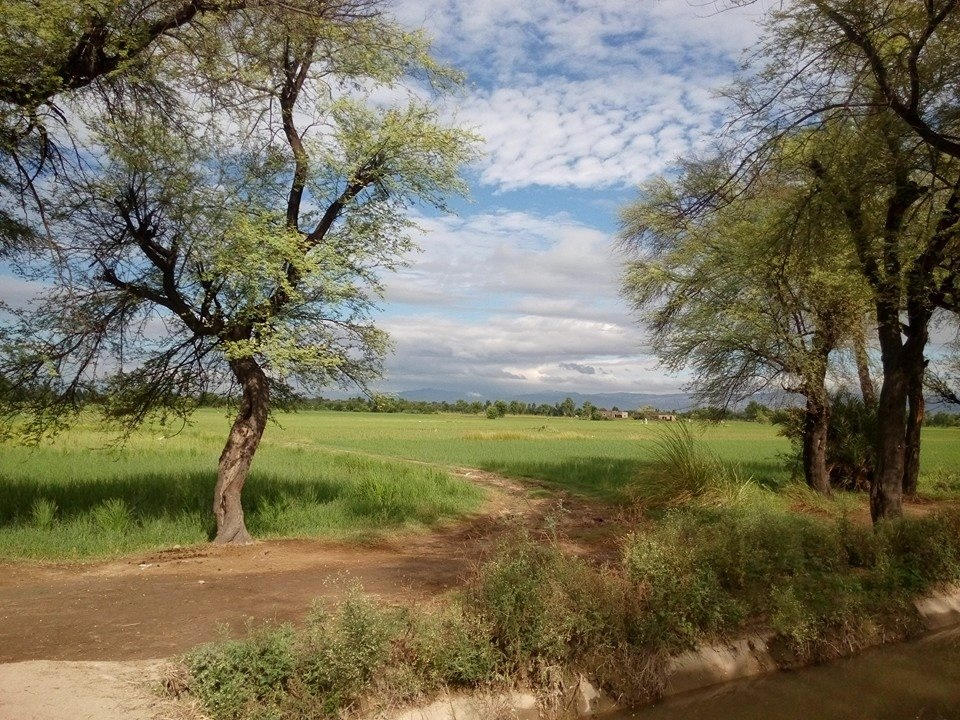
Des terres cultivées dans le district, près d'un canal artificiel.

Le district de Sahiwal est situé entre les rivières Sutlej et Ravi. Il est surtout constitué de plaines et de forêts. Les terres sont fertiles et par ailleurs plutôt bien irriguées grâce à un système de canaux hérité de l'époque coloniale.
Le climat du district est semi-aride, avec un hiver doux et un été particulièrement chaud. Le temps est surtout sec, à l'exception de la saison des pluies entre juillet et août.

## Démographie
Lors du recensement de 1998, la population du district a été évaluée à 1 843 194 personnes, dont environ 16 % d'urbains, contre 33 % au niveau national. Le taux d'alphabétisation était de 44 %, soit le même niveau que la moyenne nationale. Il se situait à 55 % pour les hommes et 32 % pour les femmes, soit un différentiel de 23 points de pourcentages, encore une fois identique à la moyenne nationale.
Le recensement suivant mené en 2017 pointe une population de 2 517 560 habitants, soit une croissance annuelle de 1,65 %, inférieure aux moyennes provinciale et nationale de 2,13 % et 2,4 % respectivement. Le taux d'urbanisation augmente à 21 % environ.
La langue la plus parlée du district est le pendjabi. Le district compte quelques minorités religieuses, soit 2 % de chrétiens, 1,6 % d'hindous et 0,3 % de sikhs en 1998.

## Économie et transports
La population du district est surtout rurale et vit principalement de l'agriculture. Cette dernière y est particulièrement développée grâce à des terres fertiles et irriguées. On y trouve surtout des cultures de blé, coton, patates, tabac et légumes. Le district est aussi particulièrement connu pour ses élevages de buffles et le lait qui en découle.
On trouve aussi dans le district une légère industrie, principalement liée à l'agriculture : moulins à farine, fabriques de cigarettes, usines de coton et textile. Il y a aussi quelques industries pharmaceutiques.
Le district de Sahiwal est relativement bien situé sur le réseau de transports pakistanais. La ville de Sahiwal est desservie par la route nationale 5 et est également située sur la ligne de chemin de fer Khanewal-Lahore. Cette bonne desserte a historiquement permis le développement de la ville et son district.

## Administration

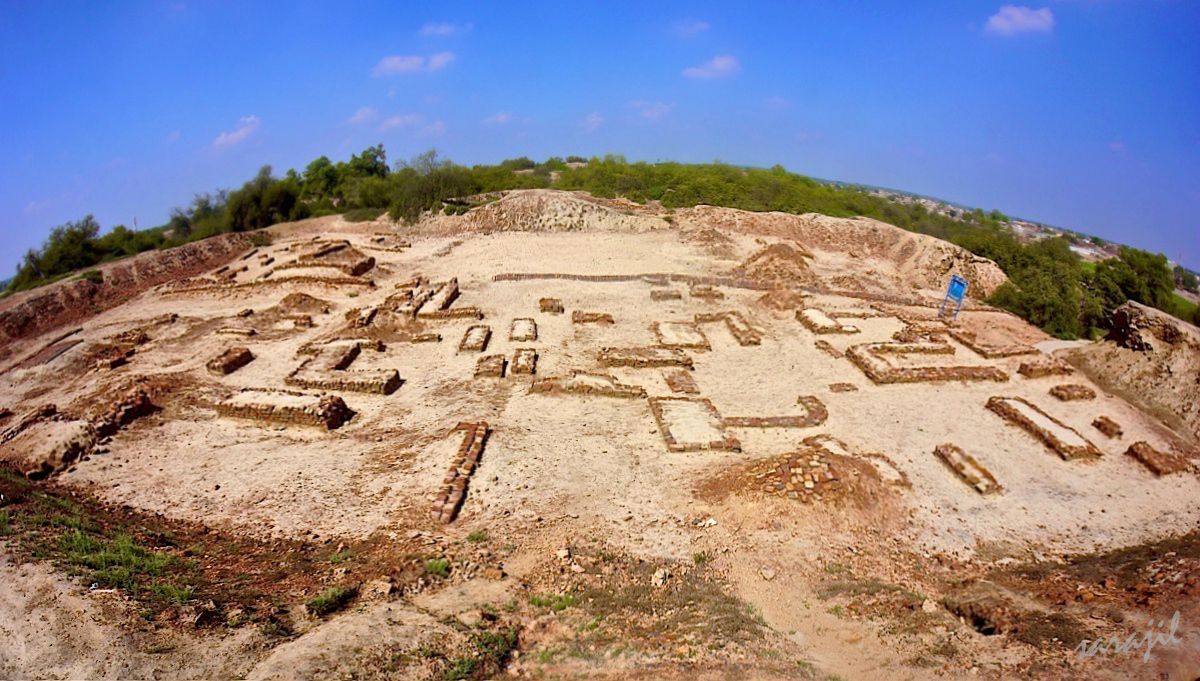
Fouilles du site archéologique d'Harappa, en 2013.

Le district est divisé en deux tehsils, Sahiwal et Chichawatni, ainsi que 102 Union Councils.
Seulement trois villes dépassent les 20 000 habitants : Sahiwal, Chichawatni et Kamir d'après le recensement de 2017. La plus importante est la capitale Sahiwal, qui regroupe à elle seule près de 15 % de la population totale du district et 75 % de la population urbaine. Ces trois villes réunies regroupent quant-à elles plus de 21 % de la population du district et l'ensemble de la population urbaine, selon le recensement de 2017.
| Ville       | Population (rec. 2017) |
| ----------- | ---------------------- |
| Sahiwal     | 389 605                |
| Chichawatni | 95 341                 |
| Kamir       | 32 174                 |

Le district de Sahiwal est au cœur de la « division de Sahiwal », qui regroupe aussi le district d'Okara et celui de Pakpattan.

## Politique
De 2002 à 2018, le district est représenté par les sept circonscriptions no 220 à 226 à l'Assemblée provinciale du Pendjab. Lors des élections législatives de 2008, elles sont remportées par trois candidats de la Ligue musulmane du Pakistan (N), deux du Parti du peuple pakistanais (PPP) et deux de la Ligue musulmane du Pakistan (Q), et durant les élections législatives de 2013 elles ont été remportées par six candidats de la Ligue musulmane du Pakistan (N) et un du Mouvement du Pakistan pour la justice (PTI). À l'Assemblée nationale, il est représenté par les quatre circonscriptions no 160 à 163. Lors des élections de 2008, elles ont été remportées par deux candidats de la Ligue (N), un de la Ligue (Q) et un du PPP, et durant les législatives de 2013 elles sont remportées par des trois candidats de la Ligue (N) et un du PTI.
Avec le redécoupage électoral de 2018, Sahiwal est représenté par les trois circonscriptions no 147 à 149 à l'Assemblée nationale et par les sept circonscriptions no 196 à 202 à l'Assemblée provinciale. Lors des élections de 2018, elles sont remportées par sept candidats de la Ligue (N) et trois du Mouvement du Pakistan pour la justice.
| Parti                                        | Voix (national) | %       | Élus nationaux | Élus provinciaux |
| -------------------------------------------- | --------------- | ------- | -------------- | ---------------- |
| Ligue musulmane du Pakistan (N)              | 364 195         | 44,77 % | 2              | 5                |
| Mouvement du Pakistan pour la justice        | 315 007         | 38,72 % | 1              | 2                |
| Parti du peuple pakistanais                  | 53 609          | 6,59 %  | 0              | 0                |
| Tehreek-e-Labbaik Pakistan                   | 27 462          | 3,38 %  | 0              | 0                |
| Autres partis                                | 14 212          | 1,75 %  | 0              | 0                |
| Indépendants                                 | 39 051          | 4,80 %  | 0              | 0                |
| Total exprimés (participation : 56,3 %)      | 813 536         | 100 %   | 3              | 7                |
| Source : Commission électorale du Pakistan,. |                 |         |                |                  |